# 太田薰
太田薫（日语：太田 薫/おおた かおる，1912年1月1日—1998年9月14日），是日本劳工活动家，曾担任日本勞動組合總評議會会长。